# 老夫子2001
《老夫子2001》是一部使用三维電腦繪圖技術，使角色老夫子、大蕃薯和秦先生與真實的演員一同「演出」的卡通電影。由徐克监制，邱礼涛执导，张柏芝、谢霆锋、陈惠敏、黎耀祥、张坚庭、罗冠兰等联袂主演。於2001年4月5日首度上映，是繼1983年上映的《山T老夫子》後的老夫子電影。

## 劇情
多年來在漫畫社工作的老夫子、大蕃薯、秦先生因不滿他們工作的出版社的主筆王家禧為他們3人出漫畫但不付版權費而四出找工作。可惜三人的找工作生涯不盡如意，回到出版社後王家禧宣佈暫時封筆上武當山釣魚。秦先生因而被選為近身隨從，一路上照顧王家禧，並把出版社交由老夫子和大蕃薯打理，起行前更將1個錦盒交給他們，並表示若非危急時切勿打開。

警員阿鋒與教師女友敏儀的愛情遭敏儀的母親譚議員的強烈反對之際，遇上老夫子和大蕃薯兩人在公園打獵時無意中打傷黑幫頭目金爺而被其手下追殺，結果造成交通意外，阿鋒及敏儀遭捲入意外而雙雙重傷。兩人其後被老夫子及大蕃薯送到醫院並在搶救後身體並無大礙，但阿鋒及敏儀卻因強烈腦震盪導致失憶。因為遭老夫子兩人意外打傷的金爺於醫院等候時得知阿鋒失憶，而金爺事前因為得到好運來大師的指點，並在助手阿威的出謀獻策的情況下把阿鋒認作自己的乾兒子（儘管阿鋒曾阻撓過金爺的招兵買馬行動而令金爺計劃將他暗殺，直到得到好運來大師指點下放棄計劃），因此被金爺化名為阿豪的阿鋒被接走並踏上成為金爺接班人的後路。而譚議員亦來到醫院並接敏儀離開時得知老夫子兩人負責把敏儀送院而決定辦1次記者會答謝他們，但實際上譚議員想借此機會為自己的連任作宣傳，老夫子更在當天記者會開始前發現譚議員趁敏儀失憶之際簽下1份合約。於記者會期間敏儀因記者的追問而導致混亂狀況，看不過眼的老夫子決定趁亂之際帶敏儀回出版社暫住，並決定趁機再前往敏儀工作的學校應徵，但老夫子上崗不久因敏儀已恢復部分記憶並知道自己教師的身份而被迫與大蕃薯再做臨時校工，但兩人因此意外氣跑了校長一直想辭退的書記。

有一日，阿鋒及其助手12138帶同其他手下在球場一同欺壓敏儀工作的學校的1名學生，得知此事的敏儀、老夫子以及大蕃薯決定帶同幾名同學一同前往球場進行救援，雙方決定以足球賽決定該學生的命運。賽事期間因足球卡住敏儀及阿鋒的頭部之間，而且兩人互相對望的情況下兩人都對對方有著比較微妙的感覺。賽事最終打和收場，但阿鋒決定放敏儀等人一馬。這場球賽，亦令敏儀開始試著想起自己男友的身份，阿鋒亦開始對敏儀展開追求。後來兩人在學校聖誕晚會綵排後阿鋒試著約會敏儀，但結果兩人竟鬧到阿鋒工作的警署那邊解決兩人之間的感情爭拗，由於敏儀表示自己有男友，因此事後阿鋒決心找出敏儀男友的身份。

這時，金爺在收到自己的老大大哥成回歸的消息後發現阿鋒實際上是他的煞星（因為大哥成一旦回歸後，其頭目之位必定失去並由大哥成重新上任），結果與助手阿威策劃暗殺行動把兩人同時暗殺，兩人委託阿鋒及12138把偽裝成禮物的炸彈帶到灣仔會展送給大哥成並在兩人交收時引爆。敏儀回家時發現自己已慘遭其母利用，因為當時她所簽的合約為與別的男人結婚的婚約，而且無法反悔。婚禮前阿鋒來到婚紗店把自己家中的鑰匙交給敏儀後前往會展完成金爺的任務，敏儀亦因此去到阿鋒的家，並在睡房發現兩人的合照而恢復所有記憶，敏儀決定帶同照片向阿鋒表示身份並讓他恢復記憶而坐上的士前往灣仔會展找他，但因為大蕃薯搶走的士並危險駕駛而遭警察追捕。另一邊箱，阿鋒及大哥成一見面就已經以槍互相試探對方，雙方人馬亦不敢妄自行動，這時老夫子等人來到並亂入雙方的亂局並把大哥成砸至海岸邊金爺的遊艇上，炸彈亦掉在另一角落處，金爺與大哥成因此大打出手，追到岸上的警察也只能在岸邊靜觀其變，阿威的手機亦在打鬥中掉落到大蕃薯手上。這時敏儀把照片交給阿鋒，阿鋒的記憶得以完全恢復。譚議員見到老夫子等人後表示不但要把自己的女兒送進精神病院外，甚至要控告阿鋒、老夫子及大蕃薯3人的行為。老夫子認為這時候他們3人都有危險而打開錦盒，而裡面原來只放了1張王澤為老夫子等人預留的10萬元支票，後來支票被風吹掉了，老夫子及大蕃薯為了爭奪支票而掉進海裡（大蕃薯更在開始爭奪前把阿威的手機交給譚議員）。譚議員準備以該手機撥打至精神病院時炸彈竟遭引爆，原來那手機是炸彈引爆裝置，怎料當時已有不少記者在場而拍下這一幕…

結果，第2天的報紙頭條為譚議員被涉嫌參與恐怖襲擊活動，阿鋒及敏儀亦在同一頁刊登結婚啟事，而且更同時報導有關王家禧失蹤至武當山的新聞。在武當山上，秦先生已準備改行當道士，王家禧亦苦候多時的情況下終於釣到北海道雞泡魚，完成了於武當山釣魚的心願。

## 演員
- 老夫子（以電腦繪圖技術演出）（配音：張錦程）
- 大蕃薯（以電腦繪圖技術演出）（配音：古明華）
- 秦先生（以電腦繪圖技術演出）（配音：龔國強）

| 演员       | 角色                 | 备注 |
| 謝霆鋒     | 張三鋒/阿豪          | 警員，敏儀男友。後來因交通意外失憶，其後被金爺認作為他的乾兒子並化名阿豪協助打理黑幫社團，這段時間被警署的同僚及上司都誤以為他接受了臥底任務。最後由恢復記憶的敏儀所帶來的合照而恢復所有記憶，最後於譚議員被捕後與敏儀結婚。                   |
| 張栢芝     | 張敏儀               | 中學教師，阿鋒女友。後來因交通意外失憶，但因此遭其母利用令她簽下與別的男人的婚約，但因為記者會上發生失控狀況而被老夫子帶回出版社暫住。最後在阿鋒家內睡房的合照而恢復所有記憶，並把合照帶到阿鋒身邊讓他恢復記憶，最後於譚議員被捕後與阿鋒結婚。 |
| 王家禧     | 王澤                 | 王澤出版社社長，《老夫子》的作者。任命秦先生作為隨行助手一同前往武當山釣魚。 |
| 陳惠敏     | 金爺                 | 黑幫頭目，後根據好運來大師的意見以及阿威的計策而把失憶的阿鋒認作自己的乾兒子並準備欽定他擔任接班人。 |
| 黎耀祥     | 阿威                 | 金爺助手，控制阿鋒的計劃的始作俑者，並在得知大哥成回歸一事後獻計策劃同時暗殺大哥成及阿鋒的計劃。 |
| 羅冠蘭     | 譚例珠（影射譚惠珠） | 豉油黨（影射自由黨）立法會議員，敏儀的母親。最後意外遭控告參與恐怖活動 |
| 關寶慧     |                      | 譚例珠助手 |
| 張堅庭     | 校長                 | 敏儀的上司，對老夫子的觀感不好。但曾經因為學校人手不足而暫聘老夫子及大蕃薯作代課老師及校工 |
| 劉以達     | Mark                 | 金爺所委託暗殺阿鋒的刺客，其後因拒絕金爺擱置行動的命令而反目，並在晚宴後意圖暗算金爺不遂 |
| 許紹雄     | 許警司               | 警署署長，阿鋒及Jim的上司 |
| 林子善     | 12138                | 阿豪所訓練的手下之一，後成為阿豪助手 |
| 羅蘭       | 清潔工               | 於球場工作期間受12138邀請為阿豪及敏儀雙方的球賽擔任球證 |
| 林雪       | 盜賊首領             | 金爺委託阿豪接應的盜賊團首領，後來遭阿豪勸降 |
| Joe Junior | Jim                  | 阿鋒的同僚 |
| 李耀明     | 大哥成               | 真正的黑幫頭目，本來已跑路並把頭目之位交由金爺暫代，故此這次回歸為向金爺奪回黑幫頭目一席 |
| 吳志雄     |                      | |

## 各地電影分級制度
| 國家／地區 | 級別 |
| ---------- | ---- |
| 香港       | IIA  |
| 澳門       | IIA  |
| 臺灣       | 護   |

## 獎項
| 頒獎典禮     | 獎項         | 名單                     | 結果 |
| ------------ | ------------ | ------------------------ | ---- |
| 第38屆金馬獎 | 最佳視覺特效 | 萬寬電腦藝術設計有限公司 | 提名 |

## 軼事
- 本片可算為謝霆鋒及張栢芝兩人曾經的定情作之一（因在電影最後謝霆鋒飾演的張三鋒/阿豪與張栢芝飾演的張敏儀共結連理。但兩人在本電影上映的4年後，兩人合作《無極》時才正式交往，並在2006年9月29日時謝霆鋒公開承認和張栢芝在菲律賓祕密結婚，令本電影的結局假戲真做。然而又過了五年，2011年8月中旬，兩人公開宣布離婚，兩個兒子共同撫養。）[1]

## 外部連結
- 開眼電影網上《老夫子2001》的資料（繁體中文）
- 香港影庫上《老夫子2001》的資料（繁體中文）
- 豆瓣电影上《老夫子2001》的資料 （简体中文）
- 时光网上《老夫子2001》的資料（简体中文）
- AllMovie上《老夫子2001》的资料（英文）
- 爛番茄上《老夫子2001》的資料（英文）
- 互联网电影数据库（IMDb）上《老夫子2001》的资料（英文）
- Enjoy Movie上《老夫子2001 （页面存档备份，存于）》的資料